# Lazaroide
Il lazaroide o lazaroidi (famiglia chimica) è un C21-ammino-steroide, privo di attività sul metabolismo dei carboidrati (attività glucoattiva) e mineralcorticoide. Ha un potente effetto contro la lipoper ossidazione patologica delle membrane lipdiche, con un meccanismo simil-steroideo, ma senza avere gli effetti collaterali tipici dello steroide ad alte dosi (Metilprednisolone).
Il lazaroidi tutti agiscono da “scavenger” dei radicali liberi dell'ossigeno (ROS) quali: l'anione superossido, il radicale idrossilico e i perossidi lipidici; inibendo pure la lipossigenasi e la produzione e il rilascio dell'acido arachidonico.
Questa classe di farmaci prende il nome dalla parabola di Lazzaro; sono molecole studiate e brevettate, negli anni 90, dalla ricerca della Upjohn Company di Kalamazoo negli USA.

## Impieghi
Il lazaroidi in virtù del loro meccanismo antiossidante e antinfiammatorio sono stati proposti e studiati in una varietà di impieghi clinici. Il tirilazad mesilato è il più studiato, conosciuto con il nome commerciale di Freedox, agisce stabilizzando il doppio strato lipidico della membrana cellulare diminuendone la fluidità, inoltre agisce da scavenging dei reattivi intermedi dell'ossigeno (ROI), conserva le scorte cellulari di vitamina E e i suoi contenuti nella membrana e infine preserva l'omeostasi del Ca2+ dopo l'insulto infiammatorio.
Tra le indicazioni studiate dei lazaroidi abbiamo:
1. Trauma del SNC
2. Emorragia subaracnoidea[5]
3. Ipossia
4. Ischemia
5. Malattie neurodegenerative
6. Invecchiamento

Le discrepanze ottenute tra i risultati clinici e i presupposti sperimentali in vitro e sui modelli animali (dove il tirilazad si dimostra estremamente utile) sono da imputare alla concentrazione del farmaco inadeguata per i sistemi biologici finora testati.

## Classificazione
- - (U-74006F) Tirilazad mesilato che possiede attività: Neuroprotettiva, antiossidante e antifiammatoria.
- - (U-74389G) studiato su modello animale di pancreatite,[6] emorragia intracerebrale,[7][8] sepsi,[9][10] ischemia/riperfusione.[1] altro[10][11][12][13][14]
- - (U-78517F)[15][16][17][18][19]
- - (U-74500A)[20][21][22][23][24][25]
- - (U-83836E)[16][17][26][27][28]
- - (U75412E)[29][30][31][32][33][34]
- - (PNU-101033E)[35][36][37][38][39]